# Dug (vand)
 For alternative betydninger, se dug. (Se også artikler, som begynder med dug)
Dug er vanddråber der afsættes når luftens temperatur falder under dugpunktet.
Man siger at duggen falder om aftenen. Hvornår det sker afhænger af luftens temperatur og luftfugtigheden.